# Ichneumon affinis
Ichneumon affinis är en stekelart som beskrevs av Cuvier 1833. Ichneumon affinis ingår i släktet Ichneumon och familjen brokparasitsteklar. Inga underarter finns listade i Catalogue of Life.